# Mistrzostwa świata do lat 18 w hokeju na lodzie mężczyzn 2024
25. Mistrzostwa Świata do lat 18 w Hokeju na Lodzie odbędą się w dniach od 25 kwietnia do 5 maja 2024 r. w fińskich miastach Espoo i Vantaa. To będą czwarte mistrzostwa rozgrywane w Finlandii.

## Elita
W turnieju elity wezmą udział następujące reprezentacje:
- Czechy
- Finlandia (gospodarze)
- Kanada
- Kazachstan (awans z Dywizji I, Grupy A)
- Łotwa
- Norwegia
- Słowacja
- Stany Zjednoczone (obrońcy tytułu)
- Szwajcaria
- Szwecja

W tej części mistrzostw uczestniczyło 10 najlepszych drużyn na świecie. System rozgrywania meczów jest inny niż w niższych dywizjach. Najpierw drużyny grały w dwóch grupach preeliminacyjnych, każda po 5 drużyn. Spośród nich najlepsze cztery drużyny bezpośrednio awansowały do ćwierćfinałów. Najgorsze dwie drużyny każdej z grup walczyły w meczach między sobą o utrzymanie w elicie. Drużyna, która przegrała dwukrotnie spadła do I Dywizji.

## Dywizja I
Grupa A Dywizji I jest drugą klasą mistrzowską, z której najlepsza drużyna uzyskała awans do Elity, a ostatni zespół został zdegradowany do Grupy B Dywizji I. Grupa B Dywizji I stanowi trzecią klasę mistrzowską. Jej zwycięzca awansował do Dywizji I Grupy A, zaś ostatnia drużyna spadła do Dywizji II Grupy A.

### Grupa A
Mistrzostwa Świata Dywizji I, Grupy A zostaną rozegrane w dniach od 14 do 20 kwietnia 2024 roku w duńskim Frederikshavn.
Tabela końcowa turnieju
| Lp. | Zespół  | M | Pkt | Z | Zd | Pd | P | G+ | G- | +/− |
| --- | ------- | - | --- | - | -- | -- | - | -- | -- | --- |
| 1   | Austria | 0 | 0   | 0 | 0  | 0  | 0 | 0  | 0  | 0   |
| 2   | Dania   | 0 | 0   | 0 | 0  | 0  | 0 | 0  | 0  | 0   |
| 3   | Japonia | 0 | 0   | 0 | 0  | 0  | 0 | 0  | 0  | 0   |
| 4   | Niemcy  | 0 | 0   | 0 | 0  | 0  | 0 | 0  | 0  | 0   |
| 5   | Ukraina | 0 | 0   | 0 | 0  | 0  | 0 | 0  | 0  | 0   |
| 6   | Węgry   | 0 | 0   | 0 | 0  | 0  | 0 | 0  | 0  | 0   |

    = awans do elity
    = utrzymanie w I dywizji, grupie A
    = spadek do I dywizji, grupy B

### Grupa B
Mistrzostwa Świata Dywizji I, Grupy B zostaną rozegrane w dniach od 14 do 20 kwietnia 2024 roku w stolicy Estonii Tallinnie.
Tabela końcowa turnieju
| Lp. | Zespół           | M | Pkt | Z | Zd | Pd | P | G+ | G- | +/− |
| --- | ---------------- | - | --- | - | -- | -- | - | -- | -- | --- |
| 1   | Estonia          | 0 | 0   | 0 | 0  | 0  | 0 | 0  | 0  | 0   |
| 2   | Francja          | 0 | 0   | 0 | 0  | 0  | 0 | 0  | 0  | 0   |
| 3   | Korea Południowa | 0 | 0   | 0 | 0  | 0  | 0 | 0  | 0  | 0   |
| 4   | Litwa            | 0 | 0   | 0 | 0  | 0  | 0 | 0  | 0  | 0   |
| 5   | Słowenia         | 0 | 0   | 0 | 0  | 0  | 0 | 0  | 0  | 0   |
| 6   | Włochy           | 0 | 0   | 0 | 0  | 0  | 0 | 0  | 0  | 0   |

    = awans do I dywizji, grupy A
    = utrzymanie w I dywizji, grupie B
    = spadek do II dywizji, grupy A

## Dywizja II
Grupa A Dywizji II jest czwartą klasą mistrzowską, z której najlepsza drużyna uzyskała awans do Dywizji I, Grupy B, a ostatni zespół został zdegradowany do Grupy B Dywizji II. Grupa B Dywizji II stanowi piątą klasę mistrzowską. Jej zwycięzca awansował do Dywizji II, Grupy A, zaś ostatnia drużyna spadła do Dywizji III, Grupy A.

### Grupa A
Mistrzostwa Świata Dywizji II, Grupy A zostaną rozegrane w dniach od 17 do 23 kwietnia 2024 roku w Sosnowcu.
Tabela końcowa turnieju
| Lp. | Zespół          | M | Pkt | Z | Zd | Pd | P | G+ | G- | +/− |
| --- | --------------- | - | --- | - | -- | -- | - | -- | -- | --- |
| 1   | Chorwacja       | 0 | 0   | 0 | 0  | 0  | 0 | 0  | 0  | 0   |
| 2   | Holandia        | 0 | 0   | 0 | 0  | 0  | 0 | 0  | 0  | 0   |
| 3   | Polska          | 0 | 0   | 0 | 0  | 0  | 0 | 0  | 0  | 0   |
| 4   | Rumunia         | 0 | 0   | 0 | 0  | 0  | 0 | 0  | 0  | 0   |
| 5   | Serbia          | 0 | 0   | 0 | 0  | 0  | 0 | 0  | 0  | 0   |
| 6   | Wielka Brytania | 0 | 0   | 0 | 0  | 0  | 0 | 0  | 0  | 0   |

    = awans do I dywizji, grupy B
    = utrzymanie w II dywizji, grupie A
    = spadek do II dywizji, grupy B

### Grupa B
Mistrzostwa Świata Dywizji II, Grupy B zostaną rozegrane w dniach od 17 do 23 marca 2024 roku w Hiszpańskiej Puigcerdzie.
Tabela końcowa turnieju
| Lp. | Zespół          | M | Pkt | Z | Zd | Pd | P | G+ | G- | +/− |
| --- | --------------- | - | --- | - | -- | -- | - | -- | -- | --- |
| 1   | Australia       | 0 | 0   | 0 | 0  | 0  | 0 | 0  | 0  | 0   |
| 2   | Bułgaria        | 0 | 0   | 0 | 0  | 0  | 0 | 0  | 0  | 0   |
| 3   | Chiny           | 0 | 0   | 0 | 0  | 0  | 0 | 0  | 0  | 0   |
| 4   | Chińskie Tajpej | 0 | 0   | 0 | 0  | 0  | 0 | 0  | 0  | 0   |
| 5   | Hiszpania       | 0 | 0   | 0 | 0  | 0  | 0 | 0  | 0  | 0   |
| 6   | Izrael          | 0 | 0   | 0 | 0  | 0  | 0 | 0  | 0  | 0   |

    = awans do II dywizji, grupy A
    = utrzymanie w II dywizji, grupie B
    = spadek do III dywizji, grupy A

## Dywizja III
Grupa A Dywizji III jest szóstą klasą mistrzowską, z której najlepsza drużyna uzyskała awans do Dywizji II, Grupy B, a ostatni zespół został zdegradowany do Grupy B Dywizji III. Grupa B Dywizji III stanowi siódmą klasę mistrzowską. Jej zwycięzca awansował do Dywizji III, Grupy A.

### Grupa A
Mistrzostwa Świata Dywizji III, Grupy A zostaną rozegrane w dniach od 4 do 10 marca 2024 roku w Tureckim Stambule.
Tabela końcowa turnieju
| Lp. | Zespół               | M | Pkt | Z | Zd | Pd | P | G+ | G- | +/− |
| --- | -------------------- | - | --- | - | -- | -- | - | -- | -- | --- |
| 1   | Belgia               | 0 | 0   | 0 | 0  | 0  | 0 | 0  | 0  | 0   |
| 2   | Bośnia i Hercegowina | 0 | 0   | 0 | 0  | 0  | 0 | 0  | 0  | 0   |
| 3   | Islandia             | 0 | 0   | 0 | 0  | 0  | 0 | 0  | 0  | 0   |
| 4   | Meksyk               | 0 | 0   | 0 | 0  | 0  | 0 | 0  | 0  | 0   |
| 5   | Nowa Zelandia        | 0 | 0   | 0 | 0  | 0  | 0 | 0  | 0  | 0   |
| 6   | Turcja               | 0 | 0   | 0 | 0  | 0  | 0 | 0  | 0  | 0   |

    = awans do II dywizji, grupy B
    = utrzymanie w III dywizji, grupie A
    = spadek do III dywizji, grupy B

### Grupa B
Mistrzostwa Świata Dywizji III, Grupy B zostaną rozegrane w dniach od 4 do 7 marca 2024 roku w Południowoafrykańskim Kapsztadzie.
Tabela końcowa turnieju
| Lp. | Zespół            | M | Pkt | Z | Zd | Pd | P | G+ | G- | +/− |
| --- | ----------------- | - | --- | - | -- | -- | - | -- | -- | --- |
| 1   | Hongkong          | 0 | 0   | 0 | 0  | 0  | 0 | 0  | 0  | 0   |
| 2   | Południowa Afryka | 0 | 0   | 0 | 0  | 0  | 0 | 0  | 0  | 0   |
| 3   | Tajlandia         | 0 | 0   | 0 | 0  | 0  | 0 | 0  | 0  | 0   |
| 4   | Turkmenistan      | 0 | 0   | 0 | 0  | 0  | 0 | 0  | 0  | 0   |

    = awans do III dywizji, grupy A
    = utrzymanie w III dywizji, grupie B